# Giuseppe Cesaro
Giuseppe Cesaro (Altavilla Vicentina, 27 ottobre 1915 – ...) è stato un calciatore italiano, di ruolo attaccante.
Fratello maggiore di Antonio, era noto anche come Cesaro I.

## Carriera
Con il Vicenza debutta in Prima Divisione nel 1931 e raggiunge la Serie B al termine della stagione 1932-1933. Debutta quindi tra i cadetti nella stagione 1933-1934, disputando due campionati di Serie B prima della retrocessione in Serie C.
Lascia il Vicenza nel 1937, e dopo aver militato nell'Aquila torna a disputare un'ultima gara nel campionato di Serie B 1940-1941 con il Vicenza. Conta in totale 55 presenze e 13 reti in tre campionati cadetti.